# كاتريونا كيلي
كاتريونا كيلي (بالإنجليزية: Catriona Helen Moncrieff Kelly)‏ هي مؤرخة بريطانية، ولدت في 6 أكتوبر 1959 في المملكة المتحدة.

## وصلات خارجية
- الموقع الرسمي